# Koordinierungsrat (Belarus)

Logo des Koordinierungsrats (in belarussischer Sprache)

Der Koordinierungsrat (belarussisch Каардынацыйная рада Kaardynazyjnaja rada) ist eine politische Organisation, die in Belarus nach der Präsidentschaftswahl 2020 auf Vorschlag von Swjatlana Zichanouskaja während der landesweiten Proteste gegründet worden ist. Der Rat der belarussischen Opposition sollte ursprünglich einen friedlichen Machtübergang im Land koordinieren.
Der Koordinierungsrat fungiert mittlerweile als repräsentatives Gremium der belarussischen Zivilgesellschaft im Exil. Er besteht aus 80 Delegierten, die von Belarussen im Exil gewählt worden sind.

## Geschichte
Das erste Treffen fand am 18. August 2020 statt. Nach Gründung des Rats ermittelten die Behörden gegen den Rat. Ihm gehörten zu Beginn unter anderem die Literaturnobelpreisträgerin Swjatlana Aleksijewitsch und der Chef des Menschenrechtszentrums Wjasna, Ales Bjaljazki, an. Der Rat sieht sich als Mittler zwischen Präsident Aljaksandr Lukaschenka und den Protestierenden. Die Mitglieder haben zwar an Kundgebungen teilgenommen, riefen aber als Koordinationsrat nicht dazu auf.
Der autokratisch regierende Aljaksandr Lukaschenka drohte mehrfach mit der Zerschlagung des Koordinierungsrats und erklärte das Gremium für illegal. Zwei führende Mitglieder des Koordinierungsrates, Wolha Kawalkowa und Sjarhej Dyleuski, wurden am 24. August 2020 von der Sonderpolizei OMON festgenommen. Die Juristin und Mediatorin Lilija Ulassawa wurde am 31. August 2020 ebenfalls festgenommen.
Pawel Latuschka ist, nachdem Präsident Lukaschenka persönlich Drohungen gegen ihn ausgesprochen hat, nach Polen ausgereist Am 7. September 2020 wurde Maryja Kalesnikawa festgenommen, am 9. September 2020 Maksim Snak. Die Literatur-Nobelpreisträgerin Swetlana Alexijewitsch, „die sich aus Krankheitsgründen nicht aktiv an der Arbeit des Koordinierungsrates beteiligen konnte“ war bis zu ihrer Ausreise nach Deutschland das letzte Mitglied des Koordinierungsrats, das noch in Belarus verblieben und nicht inhaftiert worden ist.
Der Koordinierungsrat arbeitet unabhängig von der neuen Partei Rasam (dt. Gemeinsam, russisch Вместе Wmeste), die von Maryja Kalesnikawa mitinitiiert wurde.
Im Oktober 2020 würdigte das Europäische Parlament die belarussische Opposition, die durch den Koordinierungsrat vertreten wird, mit dem Sacharow-Preis.
Im August 2021 wurden im Koordinierungsrat Vertretungen in acht Arbeitsbereichen eingeführt: Wirtschaft, Kultur, moderne Technologien, Sport, Zivilgesellschaft, Östliche Partnerschaft, politische Gefangene und Rechtsprechung.
Am 9. August 2022 beschloss der Koordinierungsrat auf der Konferenz „Neues Belarus“ in Vilnius seine Aktivitäten neu zu organisieren.
Im Januar 2023 erkannte das Innenministerium von Belarus den Koordinierungsrat als extremistische Gruppe an. Gemäß der belarussischen Gesetzgebung drohen Mitgliedern extremistischer Gruppen Haftstrafen. Zuvor, in den Jahren 2021–2022, erkannten belarussische Gerichte die Internetressourcen des Rates als extremistisches Material an.
Am 28. November 2023 erfolgten in Belarus Hausdurchsuchungen bei Personen statt, denen vorgeworfen wird, dem Koordinierungsrat nahezustehen. Vom 25. bis zum 27. Mai 2024 konnten belarussische Staatsbürger online über die Zusammensetzung des Koordinierungsrats abstimmen. Über 6700 Personen nahmen an der Abstimmung teil.

## Zentrale Anliegen des Rates
1. Es wurde gegen die Durchführungsprinzipien einer ordentlichen Wahl verstoßen. Daher wird der offizielle Wahlsieger (Lukaschenka) nicht anerkannt.
2. Staatliche Organe wenden unrechtmäßig Gewalt gegen Bürger an. Diese Praxis muss unterbunden werden.
3. Es wird die Freilassung politischer Gefangener gefordert.[15]

## Präsidium

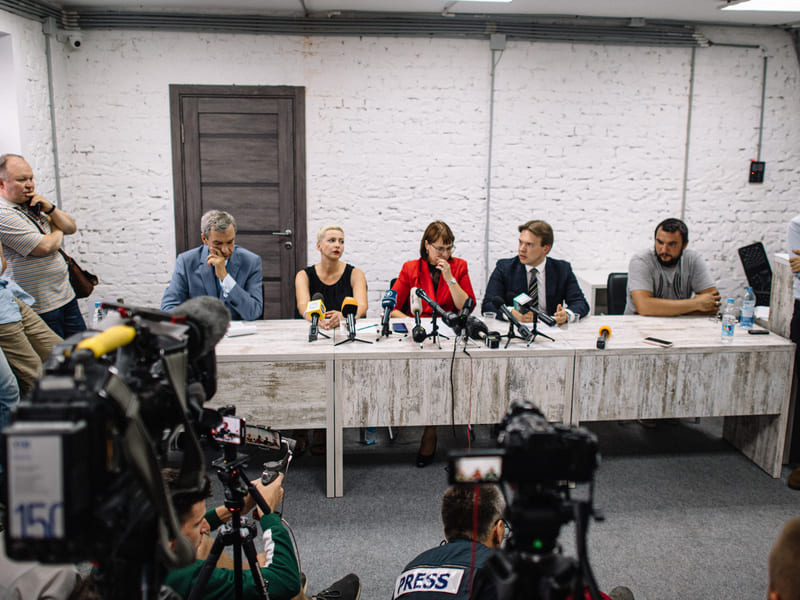
Präsidium

Das Präsidium bestand zu Beginn aus sieben Personen. Zunächst gehörte hierzu auch ein erweiterter Rat mit 110 Mitgliedern und drumherum schließlich eine erweiterte Zusammensetzung aus etwa 5.000 Menschen – jeder, der in Belarus lebt sollte die Möglichkeit haben, sich registrieren lassen. Inzwischen befinden sich Kalesnikawa, Snak und Ulassawa in Haft. Alle anderen Mitglieder des ersten Präsidiums halten sich im Exil auf.
1. Swetlana Alexijewitsch, Schriftstellerin und Nobelpreisträgerin 2015
2. Maryja Kalesnikawa, Musikpädagogin und Wahlkoordinatorin 2020
3. Pawel Latuschka, ehemaliger Kulturminister und Botschafter
4. Maksim Snak, Rechtsanwalt
5. Sjarhej Dyleuski, Streikanführer bei Minski Traktorny Sawod
6. Wolha Kawalkowa, Mitvorsitzende der Partei Belarussische Christdemokratie
7. Lilija Ulassawa, Juristin und Mediatorin